# Entdeckungsreise

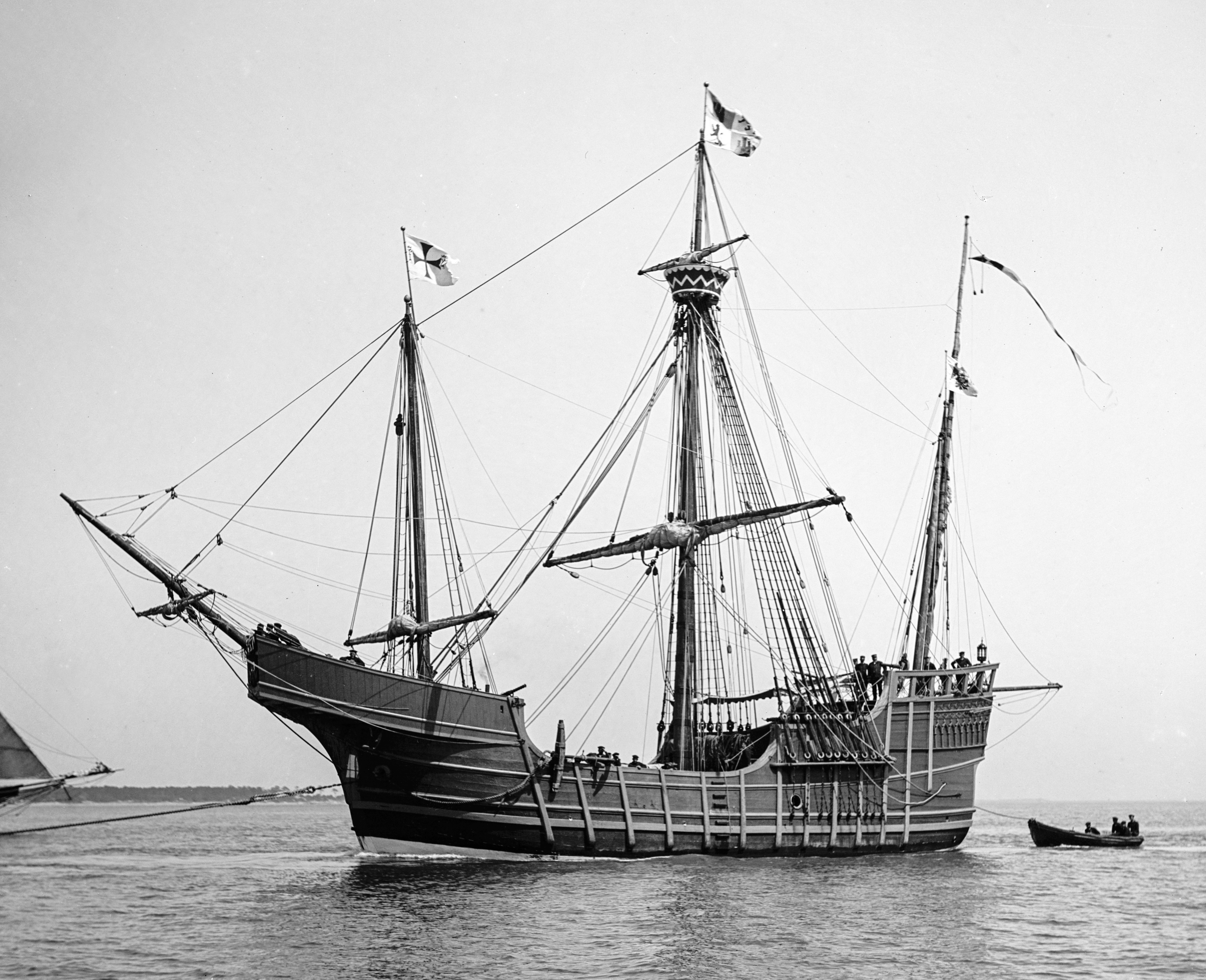
Rekonstruktion der Santa Maria des Christoph Columbus für das Columbian Naval Review (1904)

Als Entdeckungsreisen werden Reisen und ausgerüstete Expeditionen bezeichnet, die der Entdeckung, Erforschung und Erschließung von entlegenen Ländern, Landstrichen, Gebirgen, Gewässern, Inseln oder des Weltalls dienen. Entdeckungsreisen sind in der Regel Maßnahmen so genannter zivilisierter Gesellschaften, die politische Gründe haben und jeweils aus der ideologischen und geographischen Sicht der beauftragenden Kultur benannt und bewertet werden. So ist der Begriff von der „Entdeckung Amerikas“ eurozentrisch und bezieht sich ausschließlich auf Entdecker, die aus dem europäischen Kulturraum stammten.

## Allgemeines
Zu unterscheiden sind Entdeckungsreisen nach Seefahrt, bei der große Gewässer für die Entdeckung unbekannter Regionen oder Kontinente zu überwinden waren, Landreisen und Raumfahrt. Die ersten bekannten, mit Vorsatz angestrebten Entdeckungen erfolgten per Schiff und dienten der Aufnahme von Handelsbeziehungen und der Anlage von Kolonien (Handels- und Siedlungsstützpunkten). Die meisten Entdeckungsreisen waren geplant, doch spielte zuweilen der Zufall eine Rolle, etwa bei den legendenhaft überlieferten Irrfahrten des Odysseus. Frühe Entdeckungsreisen auf dem Seeweg, die jedoch keinen individuellen Entdeckerpersönlichkeiten zugeordnet werden können, fanden im Rahmen der griechischen und phönizischen Kolonisation im 1. Jahrtausend v. Chr. statt.
Von vielen Entdeckungsreisen gibt es schriftliche Aufzeichnungen aus Log- oder Tagebüchern, sodass es möglich ist, die geografischen Entdeckungen einer Person – dem Entdecker – zuzuordnen. Manche Gebiete in Übersee wurden nach ihrem europäischen Entdecker benannt, so die Cookinseln und die Barentssee; der Name Amerikas geht auf den des Kaufmanns und Navigators Amerigo Vespucci zurück. 

## Chronologie der Entdeckungsreisen
Die folgende Liste enthält einige der wichtigsten geografischen Entdeckungen (in zeitlicher Reihenfolge):
| Ziel | Wann            | Von wem                                                                               | Namensträger                |
| --- | --------------- | ------------------------------------------------------------------------------------- | --------------------------- |
| Rotes Meer, Arabische Halbinsel, Punt | um 2750 v. Chr. | Henenu aus Ägypten                                                                    |                             |
| Nilkatarakt, Yam (Südnubien) | um 2300 v. Chr. | Harkhuf aus Ägypten                                                                   |                             |
| Umseglung Afrikas | um 600 v. Chr.  | im Auftrage von Pharao Necho II.                                                      |                             |
| Afrikanische Westküste bis in den Golf von Guinea                                                                                          | um 480 v. Chr.  | Hanno der Seefahrer aus Karthago                                                      |                             |
| Britannien | um 480 v. Chr.  | Himilkon aus Karthago (unsicher)                                                      |                             |
| Umrundung Westeuropas nach Thule | um 330 v. Chr.  | Pytheas aus Marseille                                                                 |                             |
| Island | um 850          | Gardar Svavarsson                                                                     |                             |
| Grönland | 900             | Gunnbjörn Úlfsson                                                                     |                             |
| Vinland (Nordamerika) | um 1000         | Leif Eriksson                                                                         |                             |
| Pazifik, Indischer Ozean, Arabisches Meer und Ostafrika                                                                                    | 1405–1433       | Zheng He                                                                              |                             |
| Madeira (wiederentdeckt) | 1418            | João Gonçalves Zarco                                                                  |                             |
| Formigas (Azoren) | 1431            | Gonçalo Velho Cabral                                                                  |                             |
| Kap Blanc, Küste des Senegal, Gambia, Guinea-Bissau, Guinea                                                                                | 1440–1446       | Dinis Dias, Nuno Tristão, Antão Gonçalves                                             |                             |
| Santiago (Kap Verde) | um 1455         | Diogo Gomes                                                                           |                             |
| Kapverdische Inseln | 1456            | Alvise Cadamosto                                                                      |                             |
| Sierra Leone | 1462            | Pedro da Cintra                                                                       |                             |
| Elfenbeinküste, Goldküste (Ghana), São Tomé und Príncipe                                                                                   | 1469–1474       | Fernão Gomes u. a.                                                                    |                             |
| Neufundland und Labrador (Amerika) | 1473            | Didrik Pining                                                                         |                             |
| | 1481            | Aeterni regis                                                                         |                             |
| Mündung des Kongo, Kreuzkap (Namibia) | 1482–1485       | Diogo Cão                                                                             |                             |
| Kap der Guten Hoffnung, Nadelkap, Mündung des Großen Fischflusses                                                                          | 1487–1488       | Bartolomeu Diaz                                                                       |                             |
| Amerika (Bahamas, Kuba, Hispaniola) | 1492–1493       | Christoph Kolumbus (1. Reise)                                                         | Kolumbien                   |
| | 1493/1494       | Inter caetera und Vertrag von Tordesillas                                             |                             |
| Kleine Antillen, Puerto Rico, Jamaika | 1493–1496       | Christoph Kolumbus (2. Reise)                                                         |                             |
| Seeweg nach Indien | 1497–1498       | Vasco da Gama, Nicolao Coelho                                                         |                             |
| Trinidad und Tobago, Orinocomündung (Venezuela)                                                                                            | 1498            | Christoph Kolumbus (3. Reise)                                                         |                             |
| Brasilien, Amazonasmündung | 1498–1500       | Duarte Pacheco Pereira (?), Vicente Yáñez Pinzón, Pedro Álvares Cabral                |                             |
| Mauritius, La Réunion, Madagaskar | 1500            | Diogo Dias                                                                            |                             |
| Küste Mittelamerikas von Honduras bis Kolumbien                                                                                            | 1502–1504       | Christoph Kolumbus (4. Reise)                                                         |                             |
| Pazifik (Landweg über Panama) | 1513            | Vasco Núñez de Balboa                                                                 |                             |
| Río de la Plata | 1515–1516       | Juan Díaz de Solís                                                                    |                             |
| Mexiko und Mittelamerika | 1519–1524       | Hernán Cortés                                                                         |                             |
| Pazifik (Seeweg), Marianen, Philippinen, Timor (Weltumrundung)                                                                             | 1519–1522       | Ferdinand Magellan, Juan Sebastián Elcano                                             | Magellanstraße              |
| Inka-Reich, Peru und Ecuador | 1531–1534       | Francisco Pizarro                                                                     |                             |
| Nordamerika | 1574–1631       | Henry Hudson                                                                          | Hudson Bay                  |
| Nordpolarmeer | 1594–1597       | Willem Barents                                                                        | Barentssee                  |
| Kap Hoorn, Tonga, Neuirland und andere Inseln                                                                                              | 1615–1616       | Willem Cornelisz Schouten, Jacob Le Maire                                             |                             |
| Ozeanien | 1642–1643       | Abel Tasman                                                                           | Tasmanien                   |
| Zweite Kamtschatkaexpedition; nordöstliches Sibirien, Seeweg zu den Kurilen und nach Japan, Seereise über die Kamtschatka nach Nordamerika | 1733–1743       | Vitus Bering                                                                          | Beringstraße, Beringinsel   |
| Ozeanien | 1768–1779       | James Cook                                                                            | Cookinseln                  |
| Nord-Pazifik, West-Alaska, östliche Küstenlinie Asiens                                                                                     | 1771            | Moritz Benjowski                                                                      |                             |
| Hawaii | 1778            | James Cook                                                                            |                             |
| Westküste Nordamerikas | 1791–1794       | George Vancouver                                                                      | Vancouver, Vancouver Island |
| Mittelamerika und Südamerika | 1799–1803       | Alexander von Humboldt                                                                | Humboldtstrom               |
| Nordamerika | 1804–1806       | Lewis-und-Clark-Expedition                                                            |                             |
| Afrika | 1849–1863       | David Livingstone                                                                     |                             |
| Zentralasien | 1870–1873       | Nikolai Michailowitsch Prschewalski                                                   | Prschewalski-Pferd          |
| der Nordpol | 6.4.1909        | Peary u. Henson                                                                       | Peary                       |
| der Südpol | 15.12.1911      | Roald Amundsen                                                                        | Amundsen                    |
| der Südpol | 18.1.1912       | Robert Falcon Scott                                                                   |                             |
| der Mond | 21.7.1969       | Neil Armstrong und Edwin Aldrin Erstbetreter des Mondes während der Apollo-11-Mission |                             |

## Reisezweck
Entdeckungsreisen  hatten nicht nur den Zweck, Ozeane und Länder zu entdecken, sondern oft mit Ländern Handel zu treiben, sie zu missionieren oder zu kolonialisieren. Eine deutliche Symbolik hierfür sind die während portugiesischer Entdeckungsreisen an Land aufgestellten Padrãos.